# 倭彦命
倭彦命（やまとひこのみこと、生年不詳 - 垂仁天皇28年10月5日）は、記紀等に伝わる古代日本の皇族（王族）。
『日本書紀』では「倭彦命」、『古事記』では「倭日子命」、他文献では「倭彦王子」とも表記される。
第10代崇神天皇の皇子で、第11代垂仁天皇の同母弟である。『日本書紀』・『古事記』とも事績と子孫の記載はなく、葬儀についてのみ記している。

## 記録
『日本書紀』・『古事記』によれば、第10代崇神天皇と、皇后の御間城姫との間に生まれた皇子である。同母兄として活目入彦五十狹茅尊（第11代垂仁天皇）がいる。
『日本書紀』によれば、垂仁天皇28年10月5日に倭彦命は薨去し、11月2日に「身狭桃花鳥坂（むさのつきさか）」に葬られた。その際、近習は墓の周辺に生き埋めにされたが（日本書紀に記される初にして唯一の殉葬の記録である）、数日間も死なずに昼夜呻き続けたうえ、その死後には犬や鳥が腐肉を漁った。これを哀れんだ天皇は「古の風といえども、良からずは何ぞ従わん」と殉死の禁令を出したという。
また同書垂仁天皇32年7月6日条では、皇后の日葉酢媛命（ひばすひめのみこと）が薨去した際、野見宿禰が人・馬などの土物（はにもの）を墓に立てて代替とすることを進言し、天皇は大いによろこび、以後これが慣例になったとする（人物埴輪・形象埴輪の起源譚）。この起源譚は、垂仁28年条の記事が前提になる。
『古事記』では、倭日子命（倭彦命）の分注として、「この王の（葬儀の）時に、始めて陵に人垣を立てき（殉葬した）」としている。
また、『続日本紀』天応元年（781年）条にも同様の伝承が記されている。

## 墓

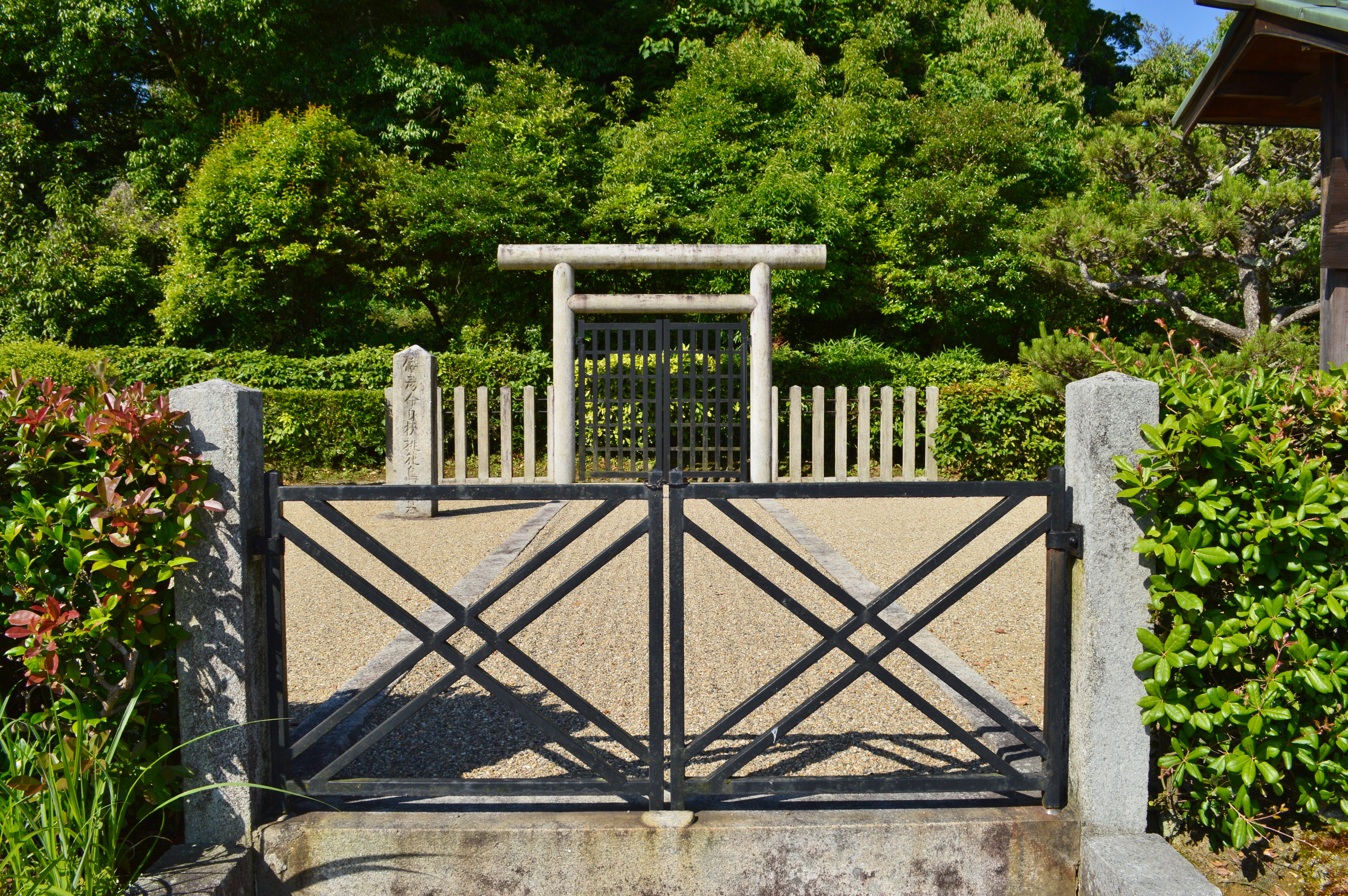
倭彦命 身狭桃花鳥坂墓
（奈良県橿原市）

墓は、宮内庁により奈良県橿原市鳥屋町にある身狭桃花鳥坂墓（身狹桃花鳥坂墓：むさのつきさかのはか、北緯34度28分29.47秒 東経135度46分42.24秒）に治定されている。宮内庁上の形式は方丘。遺跡名は「桝山古墳（ますやまこふん）」。
『日本書紀』では倭彦命は上記のように「身狭桃花鳥坂」に葬られた旨が記されているが、『延喜式』諸陵寮では記載を欠いている。江戸時代には鬼の俎・鬼の雪隠東方の石室を倭彦命墓に比定する説もあった。明治10年（1877年）4月に内務省によって現在の墓に定められ、明治19年（1886年）に宮内省（現・宮内庁）によって用地買収とともに同地にあった神社が移転され、明治23年（1890年）から修営された。しかし現在では治定に否定的な見解も強い。

## 考証
上記のように『日本書紀』『古事記』において、倭彦命には殉死との関わりが記されている。『日本書紀』では殉死を「古風（いにしえののり）」と記すが『古事記』では「始めて陵に人垣を立てき」とあり、この点で矛盾がある。日本における殉死習俗を知る他の記事としては、『魏志』倭人伝に卑弥呼死去の際に「奴婢百余人」の殉葬が見えるほか、『日本書紀』大化2年（646年）3月25日条に殉死禁止の詔がある。
なお、『日本書紀』の伝承はあくまで「人物埴輪・形象埴輪の起源譚」であって、「埴輪全般（円筒埴輪含む）の起源譚」とはならない点が注意される。考古学的にも、円筒埴輪は弥生時代の吉備地方で見られる特殊器台・特殊壺に淵源を持つ古い風習であるが、人物埴輪・形象埴輪は古墳時代中期から見られる風習になる（ただし前期にも人形土製品・石製品を墓に置く風習が稀に存在する）。